# Boris Vian
Boris Vian (ur. 10 marca 1920 w Ville-d’Avray, zm. 23 czerwca 1959 w Paryżu) – francuski pisarz, poeta i tłumacz, muzyk, aktor i scenarzysta. Publikował także pod pseudonimem Vernon Sullivan.

## Życiorys
Jedna z najbarwniejszych postaci powojennego Paryża. Z wykształcenia inżynier (ukończył prestiżową École centrale Paris). Vian grał na trąbce w zespołach jazzowych, komponował piosenki, występował w filmach, tłumaczył z języka angielskiego (w tym kryminały Raymonda Chandlera), ale sławę zdobył dzięki swym utworom prozatorskim.
Pierwsze powieści – Awantura w Stogach i Piana złudzeń – opublikował pod własnym nazwiskiem w 1947 roku. Napisany w 1946 czarny kryminał Napluję na wasze groby został wydany pod pseudonimem Vernon Sullivan (w pierwszym wydaniu Vian figurował jedynie jako tłumacz, autorem książki rzekomo miał być nieznany we Francji amerykański pisarz). Książka wywołała obyczajowy skandal – pisarz został oskarżony o pornografię i niemoralność, a sprawa skończyła się przed sądem. Vian napisał jeszcze kilka powieści, oraz dramatów, niektóre z nich zostały opublikowane dopiero po śmierci pisarza w 1959.
W swoich utworach Vian chętnie posługiwał się absurdem i czarnym humorem. Jego teksty są pełne surrealistycznych scen oraz błyskotliwych gier słownych. Za najlepszą powieść w dorobku Viana uchodzi Piana złudzeń, subtelnie napisana historia tragicznie zakończonej miłości i nie tracąca przy tym typowej dla Viana drapieżności.
Zmarł 23 czerwca 1959 roku na atak serca w Paryżu w kinie „Marbeuf” podczas przedpremierowego pokazu filmu Michel Gasta na podstawie Napluję na wasze groby.
W 2011 nakładem Zeszytów Poetyckich ukazały się pierwsze w Polsce przekłady wierszy „W hołdzie płetwom” w przekładzie Dariusza Dziurzyńskiego i Alicji Ślusarskiej.
Na podstawie powieści Piana złudzeń Michel Gondry wyreżyserował film Dziewczyna z lilią (2013r.).

## Proza
- Pod własnym nazwiskiem:
  - Conte de fées à l’usage des moyennes personnes, 1943
  - Awantura w Stogach (Troubles dans les Andains 1947, wydanie pośmiertne 1966)
  - Kręciek i plankton (Vercoquin et le plancton 1947)
  - Piana złudzeń (L'Écume des Jours 1947)
  - Jesień w Pekinie (L’Automne à Pékin 1947). Wrocław: Wydawnictwo Siedmioróg, 1992. ISBN 83-85193-97-9. Brak numerów stron w książce
  - Les Fourmis (1949, opowiadania)
  - Czerwona trawa (L’Herbe rouge 1950)
  - Wyrywacz serc (L’Arrache-coeur 1953)
  - Le Ratichon baigneur (1950, opowiadania)
  - Les Lurettes fourrées (1962, opowiadania)
  - Le loup-garou (opublikowane w 1970, opowiadania)

- Jako Vernon Sullivan:
  - Napluję na wasze groby (J’irai cracher sur vos tombes 1946)
  - Kolor trupiej skóry (Les morts ont tous la même peau 1947)
  - I wykończymy wszystkich obrzydliwców (Et on tuera tous les affreux 1948)
  - Damski gang (Elles se rendent pas compte 1949)